# Luwamfu
Luwamfu – gaun wikas samiti we wschodniej części Nepalu w strefie Meći w dystrykcie Panchthar. Według nepalskiego spisu powszechnego z 2001 roku liczył on 495 gospodarstw domowych i 2746 mieszkańców (1410 kobiet i 1336 mężczyzn).